# Syntrichia caninervis
Syntrichia caninervis är en bladmossart som beskrevs av Mitten 1859. Syntrichia caninervis ingår i släktet skruvmossor, och familjen Pottiaceae. Inga underarter finns listade i Catalogue of Life.